# 环庚烯
环庚烯（化学式：C7H12）是七个碳的环烯烃，为无色难溶于水的液体，可燃。它一般以顺式异构体存在，但反式异构体也是已知的。在反式构型中，双键的位阻很大。